# Andrej Czechauskoj
Andrej Pauławicz Czechauskoj (biał. Андрэй Паўлавіч Чэхаўской; ros. Андрей Павлович Чеховской; ur. 7 kwietnia 1979) – białoruski zapaśnik walczący w stylu klasycznym. Olimpijczyk z Aten 2004, gdzie zajął osiemnaste miejsce kategorii 120 kg.
Piętnasty na mistrzostwach Europy w 2004. Uniwersytecki wicemistrz świata w 2000 i 2004. Brązowy medalista wojskowych MŚ w 2002. Wicemistrz Europy juniorów w 1999 roku.